# Csepregi Turkovitz Ferenc
Csepregi Turkovitz Ferenc (Tsepregi Turkovitz Ferenc) (Kolozsvár, ? – Kolozsvár, 1758. február 17.) református tanár.

## Élete
Ifjabb Csepregi Turkovitz Mihály Mihály fia volt. A szülővárosában tanult, majd 1717-től köztanító, 1720-tól senior volt. 1721. szeptember 25-étől a franekeri egyetemen tanult. 1727 februárjában érkezett vissza Kolozsvárra, ahol 1728-ban az egyháztörténelem és nyelvészet tanára lett, 1737-ben pedig a teológia tanszékre került.

## Munkái
- Latin elégiát írt barátja, Rimaszombati Sámuel tiszteletére 1724-ben Franekerben Dissertatio de lege című munkájához.
- Üdvözlő verset írt Verestói Györgyhöz. 1725.
- Dissertatio philologicotheologica de authentia selectiorum Cethibim. Pars prior et posterior, ubi nonnulla Cethibim secundum idiotismos arabum explicantur. Franequerae, 1725.
- Halotti oratio, melyet… Korda Borbára asszonynak, Farnasi Keczeli István uram… házastársának temetési tisztességi napján mondott… Baboczon… 1728. eszt. Kolozsvár.
- Antiquitatum Grecarum praecipue Atticarum brevis descriptio. Claudiopoli, 1728 (kéziratban)
- Historia sacra veteris testamenti breviter enarrata (1732 előtt, kéziratban)
- Laudatio funebris, in exequiis ill. dni Pauli com. Teleki de Szék… abita a. d. XIII. kal. Decemb. Hely n. (1731.)
- Halotti oratio a koronáról, melyet Torotzkai Ágnes asszony… losonczi Bánffy György házastársának… teste fölött elmondott 1733. máj. 31. Kolozsvár.
- Tropaeum… sacrum (Latin gyászbeszéd br. Vitéz György felett). Kolozsvár. 1734.
- Peplum heroum… (Latin gyászbeszéd br. Wesselényi István felett). Kolozsvár. 1734.
- Georgius Uranius (Latin gyászbeszéd gr. Bánffy György felett). Kolozsvár. 1736.
- Férjének dicsősége… Halotti oratio gr. Teleki Ádámné, Wesselényi Zsuzsánna grófnő felett 1739. decz. 13. a kendi-lónai udvarháznál. Uo.
- Daniel nobilis: Illustr. atque spect. dn. Daniel Wass de Tzege… a. d. VI. nonas Julias, dictione funebri collaudatus… Hely és év n. (1741.)
- Aetas aurea (Latin gyászbeszéd br. Kemény Sámuel felett). Kolozsvár. 1746.
- Pharus Dacica (Latin gyászbeszéd gr. Bethlen Ádám felett). Kolozsvár. 1749.
- Lucerna perennis (Latin gyászbeszéd gr. Teleki Mihály felett). Kolozsvár. 1749.